# Bernardus van Quintavalle

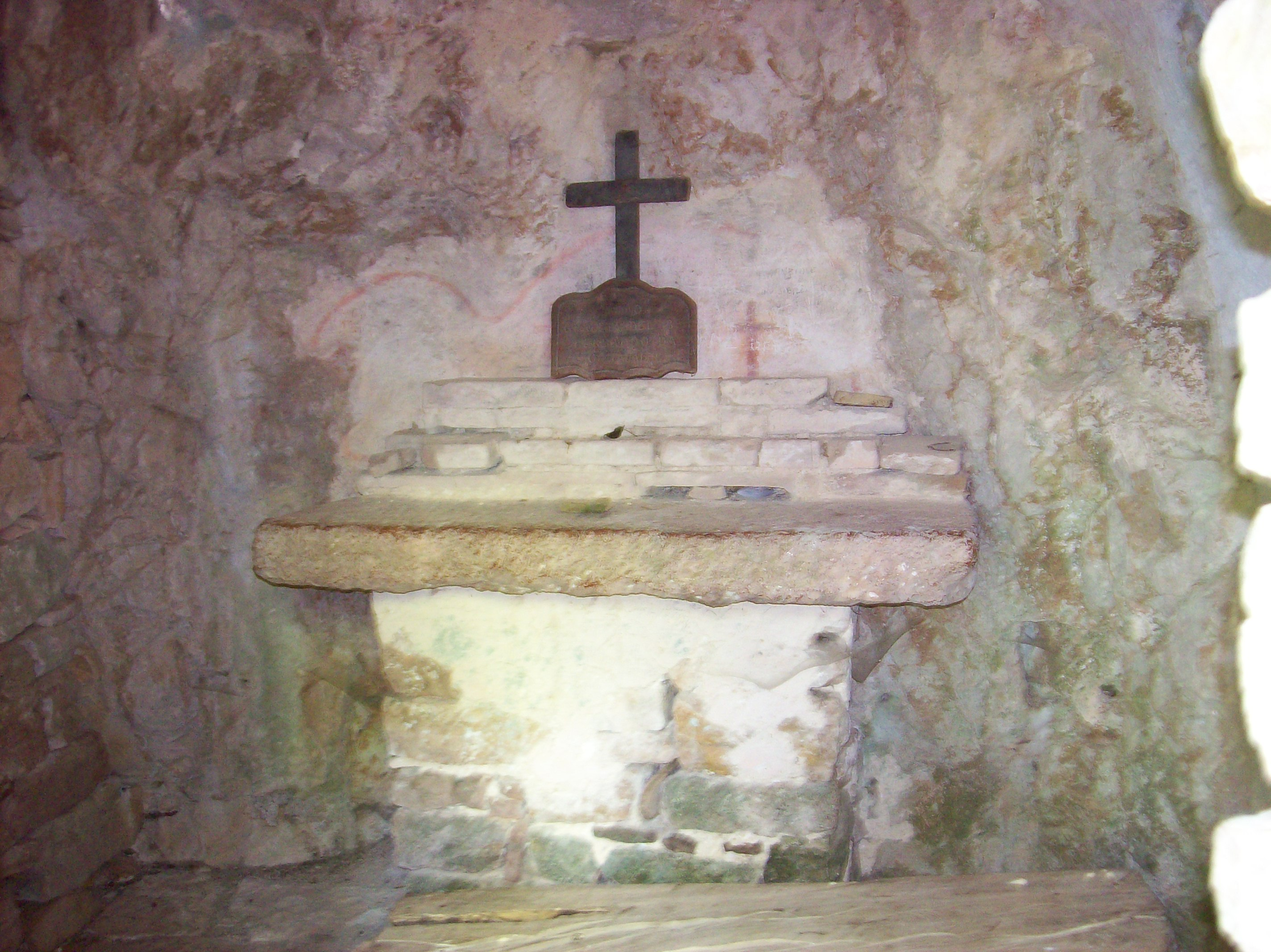
Grot van Bernardus van Quintavalle in Assisi.

Bernardus van Quintavalle (overleden ca. 1241) was een Italiaans franciscaan en de eerste volgeling van Franciscus van Assisi.

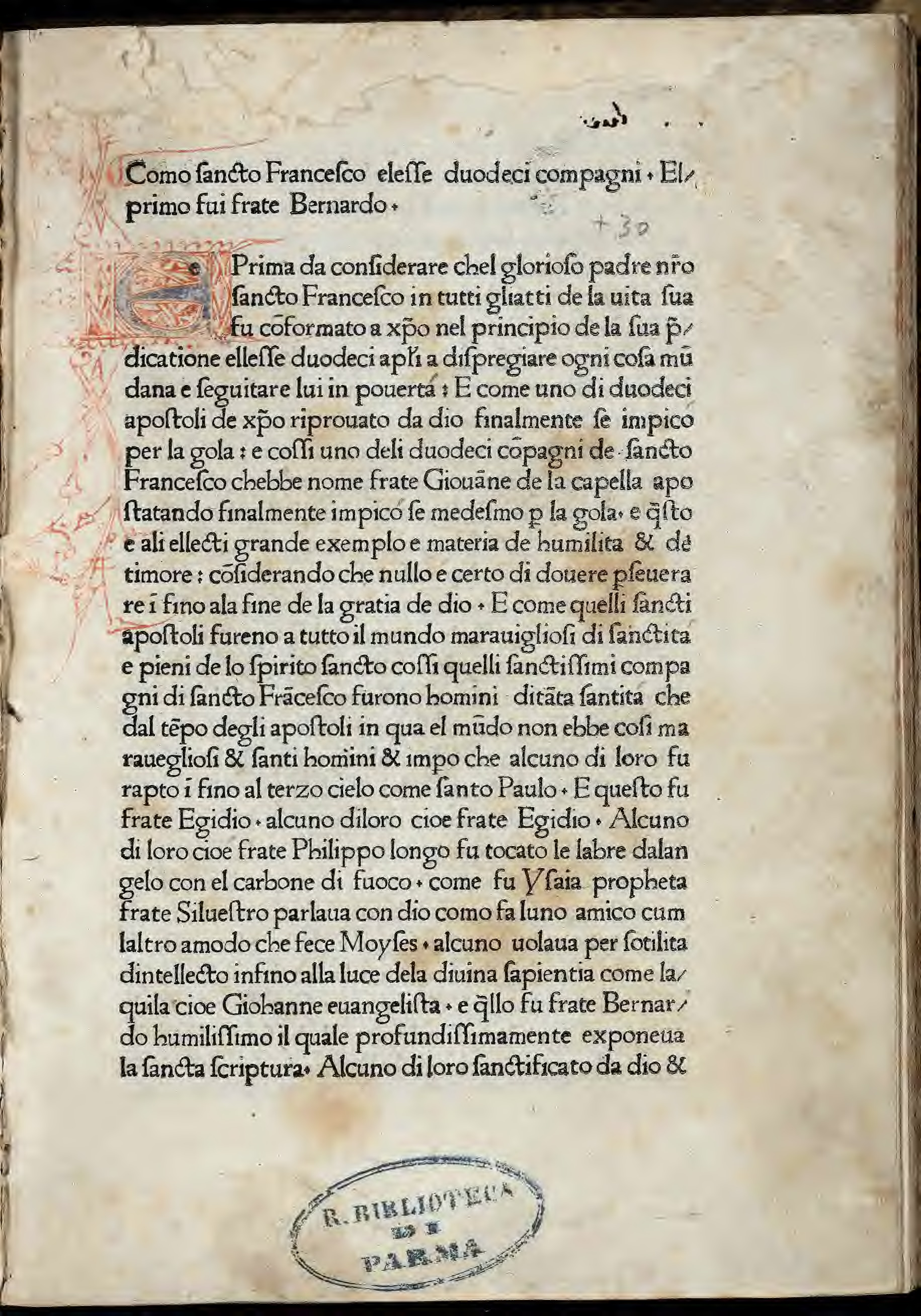
Pagina over de bekering van Bernardus van Quintavalle uit een 15e-eeuwse uitgave van de Fioretti.

## Volgeling van Franciscus
Bernardus van Quintavalle was een rijke koopman, maar tevens doctor in de beide rechten (Romeins recht en canoniek recht). Toen hij in 1208 Franciscus hoorde preken, was hij hierdoor getroffen. Op 16 april 1208 verkocht hij op het San Giorgioplein in Assisi een deel van zijn bezittingen en deelde de opbrengst uit aan de armen. Vanaf dan werd hij volgeling van Franciscus. Iets later dezelfde dag zou Petrus Catani de tweede volgeling worden en een week later Egidius van Assisi. Het verhaal van de bekering van Bernardus wordt ook verteld in de Fioretti of "Bloempjes" van Sint-Franciscus, een 14e-eeuwse bundel wonderlijke vertellingen over Franciscus en zijn eerste volgelingen. Ook in andere vertellingen in de Fioretti komt hij meermaals voor.
In 1209 gingen de eerste franciscanen twee aan twee preken doorheen Italië. Franciscus ging met Egidius en Bernardus van Quintavalle met Petrus Catani. Als ze terug samen zijn, werd een grotere missioneringstocht vastgelegd: Bernardus ging dan met Egidius naar Spanje, meer bepaald naar Santiago de Compostella. Bernardus van Quintavalle werd de eerste provinciale minister van Spanje van de orde. In 1219 werd hij in die functie opgevolgd door Johannes Parenti.

## Dood van Franciscus en daarna
Franciscus van Assisi was bijzonder gehecht aan Bernardus van Quintavalle. Bernardus was dan ook aanwezig tijdens de laatste levensuren van Franciscus in 1226 en ontving van deze nog een bijzondere zegen. Nadien trok Bernardus van Quintavalle naar een franciscaanse kluizenarij, waar hij bleef tot zijn dood rond 1241. Egidius van Assisi, die in een andere kluizenarij verbleef, kwam Bernardus bijstaan in diens laatste levensuren. Bernardus werd dicht bij Franciscus begraven in de Sint-Franciscusbasiliek te Assisi.
De feestdag van Bernardus van Quintavalle is op 10 juli.

## Moderne verwijzing
De dichter P.N. van Eyck schreef tijdens de Tweede Wereldoorlog zijn gedicht Broeder Bernard over Bernard van Quintavalle, tevens als eerbewijs aan de drukker Jean François van Royen. Het werd in 1946 afzonderlijk uitgegeven door A.A.M. Stols.